# Abrahan Alfonso
Abrahan Alfonso Gavilán (L'Avana, 23 febbraio 1995) è un pallavolista cubano, schiacciatore del Kazma.

## Biografia
Il 2 luglio 2016, mentre si trova con la nazionale in Finlandia per il girone di World League, viene arrestato insieme ad altri due connazionali, a cui si aggiungono in seguito altri tre compagni di squadra, con l'accusa di violenza sessuale; i sei restano in carcere nella nazione scandinava, costringendo Alfonso a rinunciare al contratto per il campionato 2016-17 precedentemente siglato con l'UNTreF, in Argentina, essendo condannato a cinque anni di reclusione per stupro aggravato. Nel giugno 2017 viene scarcerato dopo aver ricevuto uno sconto della pena.

## Carriera

### Club
La carriera di Abrahan Alfonso inizia nei tornei amatoriali cubani con la formazione del Ciudad Habana.
Nel gennaio 2019 firma il suo primo contratto professionistico, giocando con il Sorgun in Voleybol 1. Ligi la seconda parte del campionato 2018-19: dopo il ripescaggio del suo club in Efeler Ligi, partecipa alla massima divisione turca a partire dal campionato seguente, trasferendosi in seguito all'Afyon nella stagione 2020-21 e allo Yeni Kızıltepe nella stagione successiva.
Nel campionato 2022-23 approda nella Serie A2 italiana, dove difende i colori dell'Atlantide Brescia, vincendo nella stagione successiva la Coppa Italia e la supercoppa di categoria (insignito in questo torneo del premio come MVP), mentre per l'annata 2024-25 si trasferisce in Kuwait nelle file del Kazma.

### Nazionale
Fa tutta la trafila delle selezioni giovanili cubane, aggiudicandosi la medaglia d'oro al campionato nordamericano under 19 2012, al campionato nordamericano under 21 2014, dove viene anche insignito del premio come miglior servizio, e alla Coppa panamericana under 23 2014.
Nel 2013 entra nel giro della nazionale cubana maggiore, con cui si aggiudica la medaglia di bronzo al campionato nordamericano. Successivamente conquista invece la medaglia d'argento al campionato nordamericano 2015 e quella d'oro alla Coppa panamericana 2016, torneo nel quale viene eletto MVP.

## Palmarès

### Club
- Coppa Italia di Serie A2: 1

2023-24
- Supercoppa italiana di Serie A2: 1

2024

### Nazionale (competizioni minori)
- Campionato nordamericano under 19 2012
- Campionato nordamericano under 21 2014
- Coppa panamericana under 23 2014
- Coppa panamericana 2016

### Premi individuali
- 2014 - Campionato nordamericano under 21: Miglior servizio
- 2016 - Coppa panamericana: MVP
- 2024 - Supercoppa italiana di Serie A2: MVP